# Parque Nacional Jasper

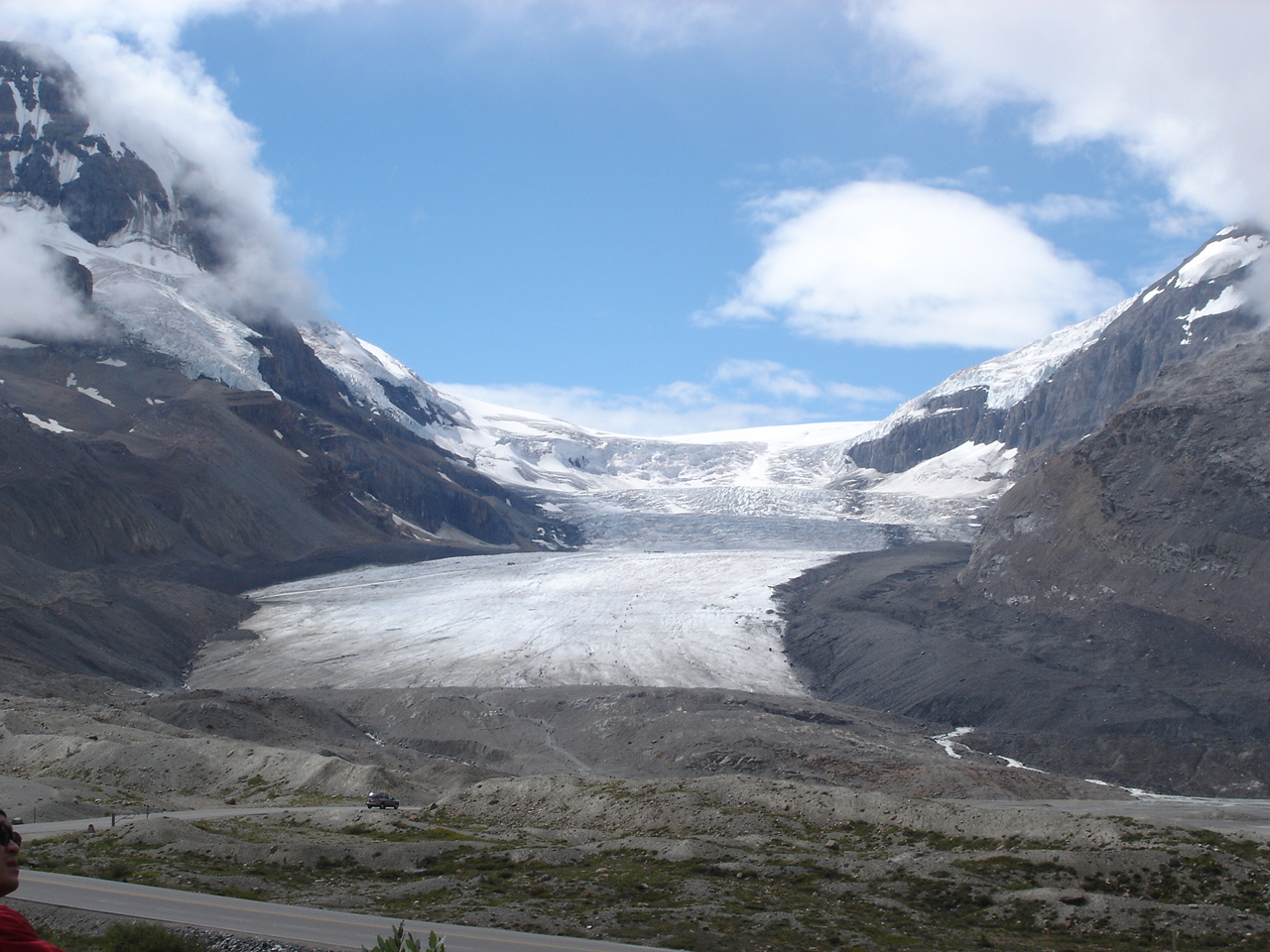
Vista do Athabasca Glacier no Columbia Icefield.

O Parque Nacional Jasper é o maior e mais setentrional parque nacional canadense nas Montanhas Rochosas. Está localizado na província de Alberta ao norte do Parque Nacional de Banff e ao oeste da cidade de Edmonton, abrangendo uma área de 10.878 km². Tem uma vasta vida selvagem no qual incluem ursos, alces, veados, cougars, carneiros das montanhas, coiotes, renas, caribus, entre outros. No parque situa-se a mais alta montanha de Alberta, o Mt. Colúmbia.

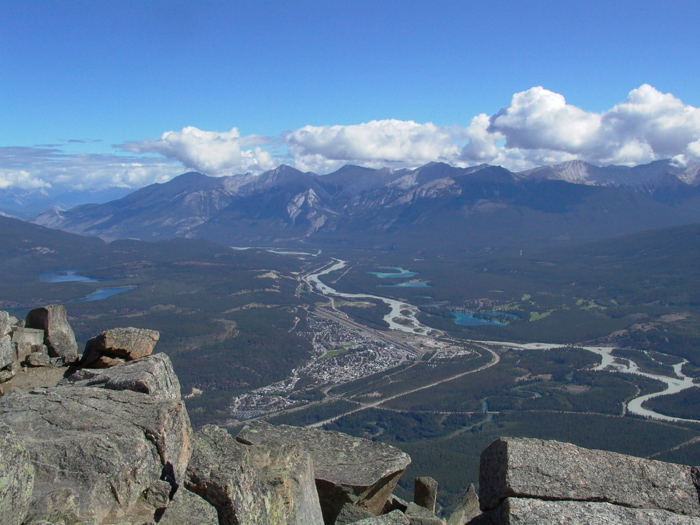
Jasper visto das Montanhas Whistlers.

Além das montanhas, florestas, plantas e da vida selvagem, encontramos no parque as geleiras do Columbia Icefield, fontes termais, lagos, quedas d´água, trilhas (mais de 1.200 km) e inúmeras outras atrações naturais. Além disso, grandes rios se originam no parque, como o Rio North Saskatchewan, o Rio South Saskatchewan e o Rio Colúmbia. 
O parque foi fundado em 1907 como uma reserva federal, e, em 1984 o parque foi declarado patrimônio mundial pela UNESCO, juntamente com outros três parques nacionais canadenses das Montanhas Rochosas: Yoho, Banff e Kootenay, e é um dos pontos turísticos mais visitados no Canadá.
O nome "Jasper" origina-se de "Jasper Hawes", um antigo comerciante da região.

## galería

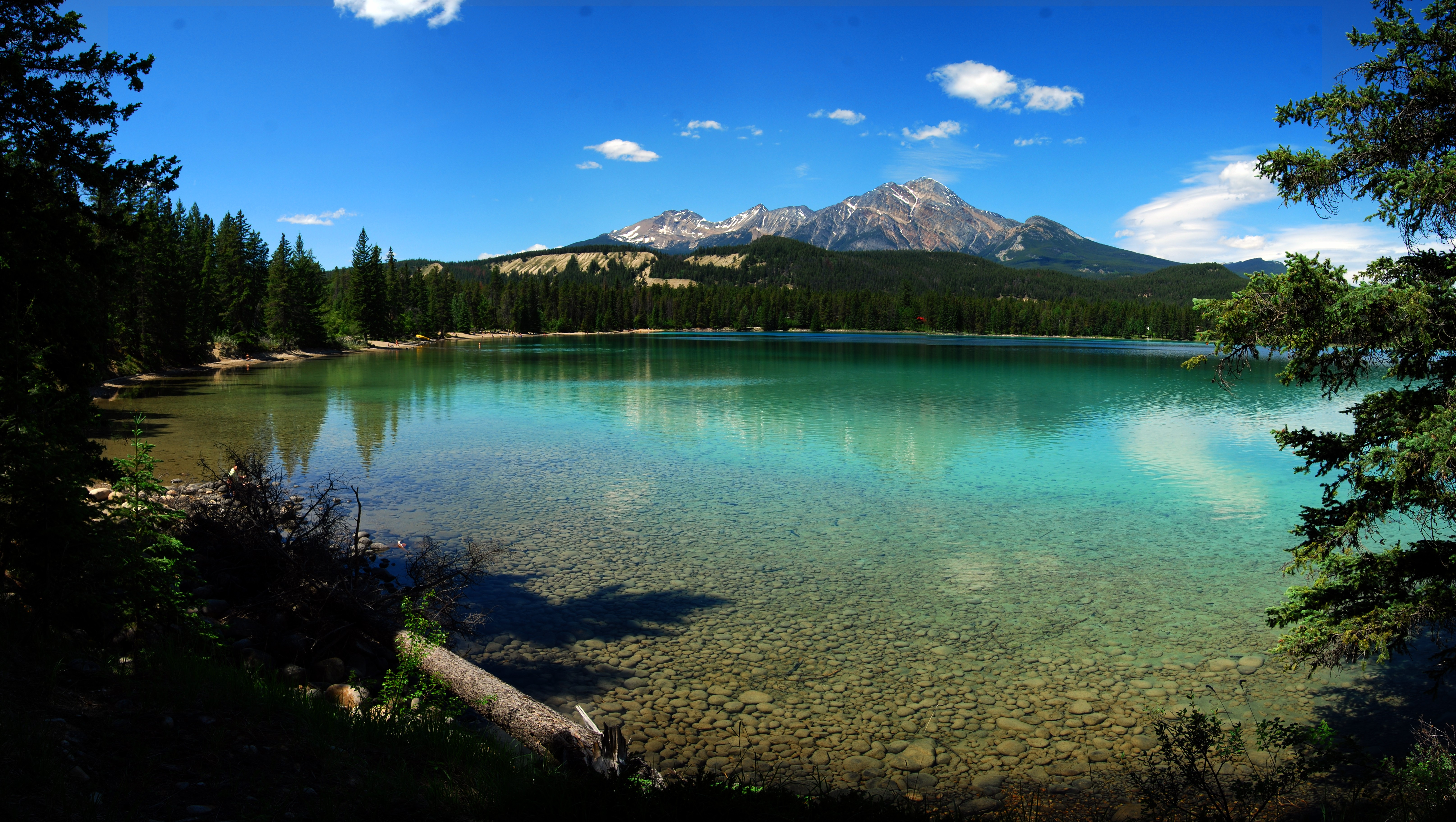
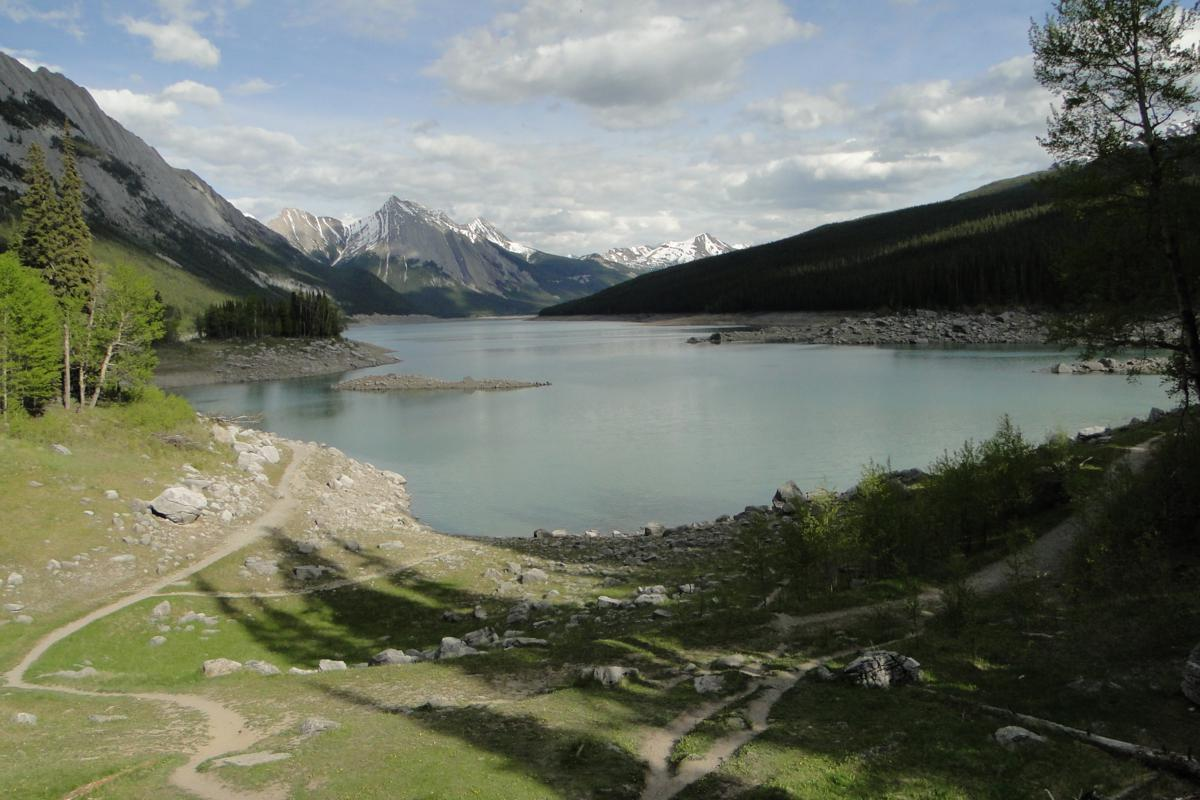
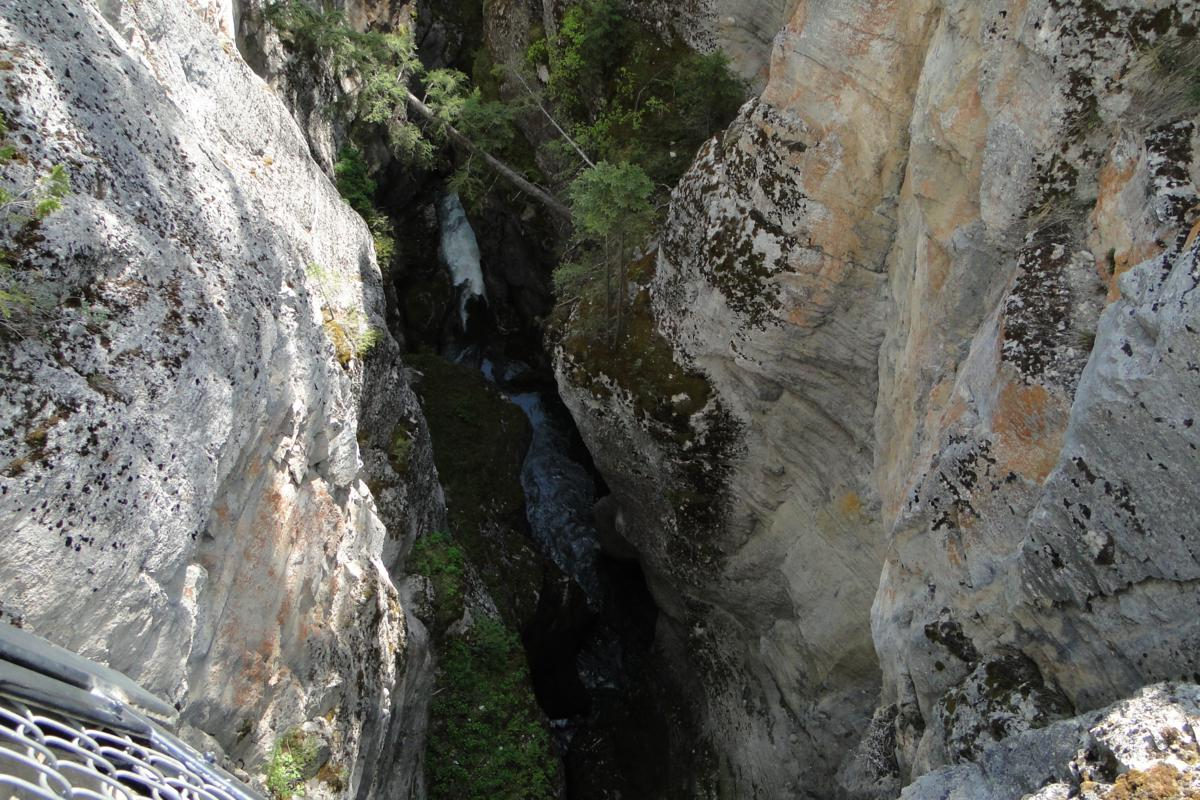
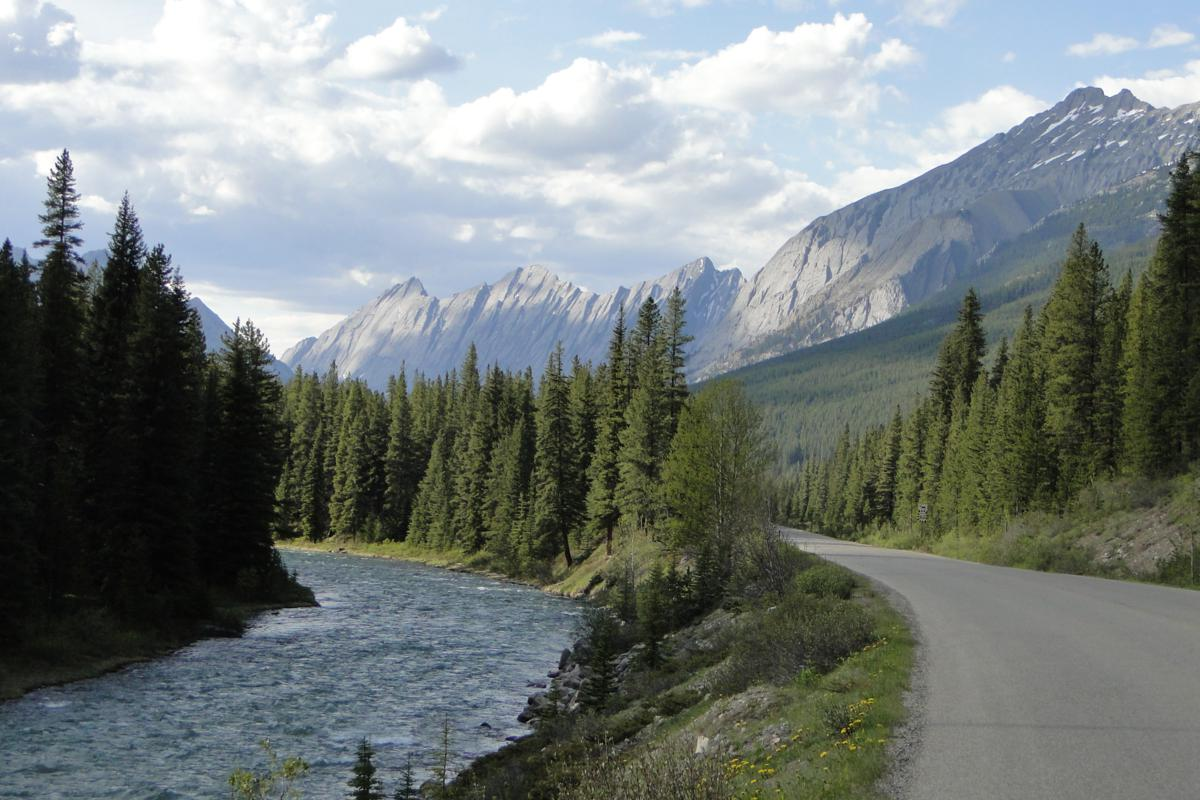